# Liste der Monuments historiques in Scaër
Die Liste der Monuments historiques in Scaër führt die Monuments historiques in der französischen Gemeinde Scaër auf.

## Liste der Bauwerke
| Bezeichnung                  | Beschreibung | Standort | Kennzeichnung | Schutzstatus | Datum | Bild           |
| ---------------------------- | ------------ | -------- | ------------- | ------------ | ----- | -------------- |
| Kapelle St-Sauveur in Coadry |              | (Lage)   | PA00090446    | Inscrit      | 1933  | weitere Bilder |

## Liste der Objekte
- Monuments historiques (Objekte) in Scaër in der Base Palissy des französischen Kultusministerium